# James Cook (football américain)
Pour les articles homonymes, voir Cook et James Cook (homonymie).
(en) Statistiques sur pro-football-reference
James Dalvin Cook, né le 25 septembre 1999 à Miami, est un joueur américain de football américain évoluant au poste de running back en National Football League (NFL) pour la franchise des Bills de Buffalo.
Auparavant il avait joué au niveau universitaire pour les Bulldogs de la Géorgie (2018-2021) au sein de la NCAA Division I FBS.
Il est le jeune frère du joueur de football américain Dalvin Cook.